# Язлав
Язлав (баш. Яҙлау) — деревня в Куюргазинском районе Республики Башкортостан Российской Федерации. Входит в состав Якшимбетовского сельсовета.

## География

### Географическое положение
Расстояние до:
- районного центра (Ермолаево): 25 км,
- центра сельсовета (Якшимбетово): 8 км,
- ближайшей ж/д станции (Ермолаево): 30 км.

## Население
| 2002 | 2009 | 2010 |
| ---- | ---- | ---- |
| 207  | ↗217 | ↘163 |

Национальный состав
Согласно переписи 2002 года, преобладающая национальность — башкиры (72 %).